# Conor Dwyer
Conor James Dwyer (Evanston, 10 de enero de 1989) es un deportista estadounidense que compitió en natación, especialista en el estilo libre.
Participó en dos Juegos Olímpicos de Verano, obteniendo tres medallas, oro en Londres 2012, en 4 × 200 m libre, y dos en Río de Janeiro 2016, oro en 4 × 200 m libre y bronce en 200 m libre.
Ganó tres medallas en el Campeonato Mundial de Natación, en los años 2013 y 2015, tres medallas en el Campeonato Mundial de Natación en Piscina Corta, en los años 2012 y 2014, y una medalla de oro en el Campeonato Pan-Pacífico de Natación de 2014.
Estudió el grado de Negocio en la Universidad de Florida.

## Palmarés internacional
| Juegos Olímpicos                    | Juegos Olímpicos        | Juegos Olímpicos  | Juegos Olímpicos |
| Año                                 | Lugar                   | Medalla           | Prueba           |
| ----------------------------------- | ----------------------- | ----------------- | ---------------- |
| 2012                                | Londres (Reino Unido)   | Medalla de oro    | 4 × 200 m libre  |
| 2016                                | Río de Janeiro (Brasil) | Medalla de oro    | 4 × 200 m libre  |
| 2016                                | Río de Janeiro (Brasil) | Medalla de bronce | 200 m libre      |
| Campeonato Mundial                  |                         |                   |                  |
| Año                                 | Lugar                   | Medalla           | Prueba           |
| 2013                                | Barcelona (España)      | Medalla de oro    | 4 × 200 m libre  |
| 2013                                | Barcelona (España)      | Medalla de plata  | 200 m libre      |
| 2015                                | Kazán (Rusia)           | Medalla de plata  | 4 × 200 m libre  |
| Campeonato Mundial en Piscina Corta |                         |                   |                  |
| Año                                 | Lugar                   | Medalla           | Prueba           |
| 2012                                | Estambul (Turquía)      | Medalla de oro    | 4 × 200 m libre  |
| 2012                                | Estambul (Turquía)      | Medalla de bronce | 200 m libre      |
| 2014                                | Doha (Catar)            | Medalla de oro    | 4 × 200 m libre  |
| Campeonato Pan-Pacífico             |                         |                   |                  |
| Año                                 | Lugar                   | Medalla           | Prueba           |
| 2014                                | Gold Coast (Australia)  | Medalla de oro    | 4 × 200 m libre  |